# بخش آرتور، شهرستان تراورس، مینه سوتا
بخش آرتور (به انگلیسی: Arthur Township) یک منطقهٔ مسکونی در ایالات متحده آمریکا است که در شهرستان تراوس، مینه‌سوتا واقع شده‌است.
 بخش آرتور ۹۴٫۲ کیلومتر مربع مساحت و ۱۰۹ نفر جمعیت دارد و ۳۵۱ متر بالاتر از سطح دریا واقع شده‌است.